# Trò chơi gacha
Trò chơi gacha (Nhật: ガチャ ゲーム Hepburn: gacha gēmu) là một trò chơi điện tử thực hiện cơ chế gacha (như máy bán đồ chơi). Tương tự như cơ chế quay thưởng, trò chơi gacha lôi kéo người chơi chi tiêu tiền tệ trong game để nhận được một vật phẩm ngẫu nhiên trong đó. Tiền tệ trong trò chơi nói chung có thể kiếm được thông qua việc chơi, và một số loại tiền tệ thì phải mua từ nhà phát hành trò chơi bằng cách sử dụng tiền thật.

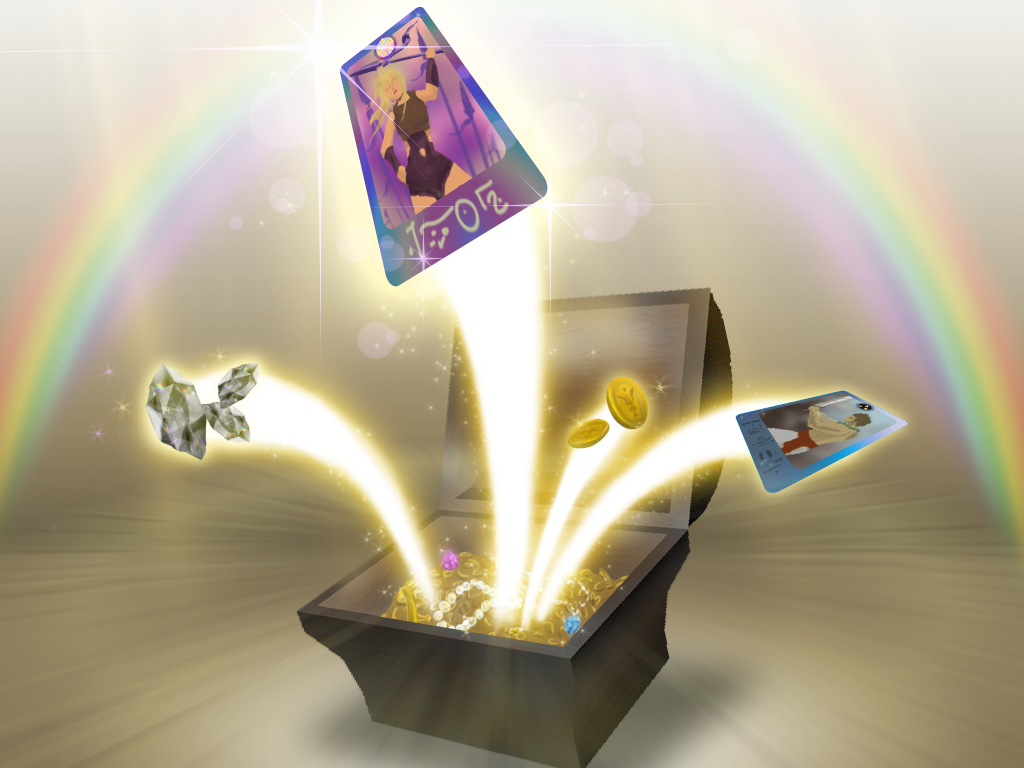
Cơ chế Gacha được so sánh với cơ chế quay thưởng

Hầu hết những sản phẩm triển khai mô hình Gacha đều là dạng trò chơi di động miễn phí (F2P).
Mô hình trò chơi gacha bắt đầu được sử dụng rộng rãi vào đầu những năm 2010, đặc biệt là ở Nhật Bản. Hầu hết các trò chơi di động có doanh thu cao nhất ở Nhật Bản đều sử dụng mô hình này và nó đã trở thành một phần không thể thiếu trong văn hóa game di động của Nhật Bản. Cơ chế trò chơi này cũng ngày càng xuất hiện nhiều hơn trong các trò chơi Trung Quốc và Hàn Quốc, cũng như các trò chơi phương Tây. Bất chấp sự phổ biến của chúng, trò chơi gacha đã bị chỉ trích là gây nghiện và bị so sánh với cờ bạc do động cơ tiêu tiền thật để nhận phần thưởng cơ hội.

## Mô hình

### Quay thưởng
Có rất nhiều nhân vật, thẻ hoặc các vật phẩm thu thập được (chi tiết thay đổi tùy theo tính chất của trò chơi). Đa số có thể sở hữu được thông qua một cơ chế "gacha". Trong đó, người chơi "quay" theo cách tương tự như máy đánh bạc hoặc roulette. Khi làm như vậy, người chơi chi tiêu một phần cố định của một loại tiền tệ cao cấp, để đổi lấy việc nhận được một cái "rơi ra" ngẫu nhiên từ banner (băng quảng cáo) mà họ "đã quay". Một số phần thưởng rơi ra sẽ ít thường xuyên hơn những phần thưởng khác. Thông thường, một giản đồ về độ hiếm rơi ra vật phẩm là thông tin được công khai, gọi là "gacha mở". Ngoài ra cũng thường có một mức độ hiếm có, quanh thứ tự xuất hiện vật phẩm mỗi phần trăm quay. Giữa mức độ hiếm có này và tính phổ biến của cơ chế "sẵn có chỉ trong thời gian giới hạn" của đồ rơi ra từ gacha được khuyến mại, người chơi được khuyến khích quay gacha ngay trong lúc vật phẩm mong muốn của họ vẫn còn có sẵn.

#### Thương hại
Một số mô hình gacha sử dụng hệ thống thương hại: người chơi sẽ được đảm bảo một vật phẩm sau khi quay vật phẩm đó nhiều lần mà không thành công. "Thương hại mềm" sẽ tăng nhẹ xác suất nhận được vật phẩm hiếm với mỗi lần quay và tính toán lại xác suất rơi ra cho đến khi nhận được vật phẩm hiếm, trong khi "thương hại cứng" thì sử dụng bộ đếm để theo dõi số lần quay, rồi tự động phân phối vật phẩm hiếm sau khi đã quay đạt đến một số lượng đặt trước.

### Tiền tệ trong trò chơi
Một trò chơi có thể bao gồm nhiều loại tiền tệ trong game, với nhiều sự phối hợp phức tạp để chuyển đổi giữa chúng. Điều này làm người chơi khó khăn hơn trong việc mô hình hóa chi phí đô la của một đơn vị tiền tệ mà không phải là loại "cao cấp".
Thông thường, người ta vẫn có thể nhận được thậm chí cả tiền tệ "cao cấp" (thu được bằng tiền thật) thông qua trò chơi, mặc dù với số lượng giới hạn nghiêm ngặt.

### Vật phẩm ảo
Nhiều loại vật phẩm ảo có thể có trong bảng quay thưởng cho một banner. Các đơn vị chơi game như thẻ bài, nhân vật, trang thiết bị hoặc chiến lợi phẩm trừu tượng hơn như "kinh nghiệm" đều có thể thực hiện được.

### Phần thưởng nhiệm vụ và phần thưởng đăng nhập
Trong nhiều trò chơi, phần thưởng gacha là điều cần thiết để người chơi đạt được tiến bộ trong game. Người chơi thường được tặng gacha miễn phí hoặc chiết khấu với số lượng thấp theo lịch trình thông thường, để đổi lấy việc đăng nhập hay thực hiện các nhiệm vụ trong trò chơi.

## Cơ chế thông dụng

### Banner
Banner (băng quảng cáo) là "tập hợp" các vật phẩm có sẵn (nhân vật, chiến lợi phẩm, thẻ bài, v.v.) mà người chơi có thể "quay". Các banner được cung cấp có thể có sẵn vĩnh viễn hay hữu hạn. Các trò chơi thường có cả hai loại này, với nỗ lực giữ chân người chơi và quảng cáo trong game nhấn mạnh tính khả dụng hạn chế của một số hoặc tất cả các vật phẩm trong trò chơi.

#### Banner hữu hạn
Đôi khi, những banner này có các giới hạn, do đó chỉ có thể nhận được các phần thưởng cụ thể trong một khung thời gian sự kiện cụ thể.

### Sức chịu đựng
Sức chịu đựng (stamina) là tài nguyên cần thiết và được tiêu thụ bởi các hành động cốt lõi trong trò chơi, chẳng hạn như (trong một trò chơi thiên về chiến đấu) khi bắt đầu đánh trận giao tranh. Stamina tái tạo theo thời gian, thường tạo lên đến giới hạn. Stamina thường có thể được tái tạo hoặc thu thập được ngay lập tức thông qua một số hình thức giao dịch vi mô hoặc chi tiêu tiền tệ cao cấp.

## Biến thể
| Cơ chế                 | Mô tả |
| ---------------------- | --- |
| Gacha hoàn thành       | "Gacha hoàn toàn" (コンプリートガチャ), viết tắt là "kompu gacha" hoặc "compu gacha" (コンプガチャ), là một mô hình kiếm tiền phổ biến trong trò chơi video trên điện thoại di động Nhật Bản cho đến năm 2012, khi nó bị Cục Tiêu dùng Nhật Bản phát hiện là bất hợp pháp. Người chơi cố gắng "hoàn thành" một bộ các vật phẩm phổ biến từ tập hợp chiến lợi phẩm cụ thể để từ đó mở khóa một vật phẩm quý hiếm. Có thể nhanh chóng mua được một số vật phẩm đầu tiên trong một bộ nhưng khi số lượng vật phẩm bị thiếu giảm dần thì việc đổi hòm đồ sẽ hoàn thành bộ đó ngày càng khó. Điều này đặc biệt đúng nếu có một số lượng lớn các vật phẩm phổ biến trong trò chơi, vì cuối cùng chỉ cần một vật phẩm cụ thể duy nhất. |
| Gacha hộp              | Có một tập hợp các phần thưởng với số lượng cụ thể; đây là "hộp" (box). Người chơi quay các vật phẩm trong hộp; các phần thưởng quay được khấu trừ từ số lượng vật phẩm còn lại trong hộp. Kết quả là, qua các lần quay liên tiếp, tập hợp các "lần quay" có thể thu hẹp lại cho đến khi người chơi có được tất cả các vật phẩm. Sự phổ biến của cơ chế này đã tăng lên vào khoảng thời gian mà cuộc tranh cãi về cơ chế gacha hoàn thành được công khai. |
| Gacha kéo lại          | Gacha kéo lại cho phép người chơi "cuộn lại" (re-roll) gacha, trả lại vật phẩm đã quay của họ để đổi lấy một cơ hội quay khác, nhằm có được khả năng nhận thứ đồ khác. Một số trò chơi cung cấp tính năng này miễn phí. Trong các trò chơi cung cấp một số cuộn gacha miễn phí khi khởi đầu chơi, người chơi mới đến có thể "cuộn lại" bằng cách tạo tài khoản mới và thực hiện các cuộn khởi đầu này cho mỗi lần, cho đến khi họ trúng cái họ muốn. |
| Gacha liên tiếp        | Gacha liên tiếp thì cải thiện cơ hội nhận được phần thưởng hiếm khi mà người chơi chi tiêu số lượng lớn. Trái ngược với việc chỉ chi một số tiền nhất định cho các lần quay riêng lẻ, người chơi có thể chi một số tiền lớn hơn để quay nhiều lần liên tiếp với mức giá chiết khấu một chút. |
| Gacha nâng cao         | Tỉ lệ của người chơi sẽ được cải thiện cho mỗi lần quay liên tiếp hoặc trường hợp chi tiêu trong một phiên duy nhất hoặc một khoảng thời gian giới hạn (ví dụ: năm kiểm tra điểm; phải quay năm lần hoặc chi tiêu năm lần trong vòng nửa giờ để nhận được phần thưởng cho bước một, hai, ba, bốn và năm liên tiếp.) |
| Gacha mở và gacha đóng | Gacha hiện (mở) so với ẩn (đóng) thông tin xác suất chính xác của việc quay các vật phẩm hiếm. |
| Gacha sugoroku         | Sugoroku (nghĩa đen là "gấp đôi sáu") liên quan đến việc di chuyển xung quanh một bảng game ảo để nhận phần thưởng. Nói chung chuyển động được thực hiện bằng cách lăn xúc xắc và các lần quay xúc xắc có thể được tích lũy trực tiếp hay gián tiếp thông qua việc quay. |

## Xuất hiện
Các nhà phát triển game đã ca ngợi gacha là một chiến lược kiếm tiền miễn phí. Hầu hết các nhà phát triển làm việc chủ yếu với các trò chơi miễn phí đều khuyên người ta nên đưa nó vào phần khởi đầu trò chơi cùng với khái niệm, để có tiềm năng kiếm tiền tối đa.
Người ta đã tranh luận về điều gì khiến gacha gây nghiện cho nhiều người chơi đến vậy. Các cơ chế được đề xuất ra bao gồm: chơi theo bản năng săn bắt hái lượm để thu thập vật phẩm, cũng như cảm giác ham muốn hoàn thành một bộ, sử dụng rất hiệu quả "nỗi sợ bỏ lỡ", hoặc đơn giản là các cơ chế tương tự thúc đẩy đánh bạc.
Mô hình của gacha đã được so sánh với mô hình của các trò chơi thẻ sưu tập, cũng như đánh bạc.

### Whale
Một khía cạnh kiếm tiền thường thấy trong việc tài trợ cho trò chơi gacha liên quan đến mô hình, mà trong đó một phần lớn doanh thu của trò chơi đến từ một tỉ lệ rất nhỏ người chơi chi một số tiền cực lớn, một cách bất thường cho việc quay gacha, về cơ bản là trợ cấp trò chơi cho những người chơi khác những người chỉ có thể chi số tiền nhỏ, hoặc thậm chí những người chơi miễn phí không tốn tiền. Những người chơi chi tiêu cao thường được gọi một cách thông tục là "whale" (cá voi).